# BioSentinel
BioSentinel est un nano-satellite de format CubeSat 6U sélectionné par la direction de l'exploration et des opérations avec équipage de la NASA. Le satellite développé par le Centre de recherche Ames doit permettre d'évaluer le recours à des satellites miniaturisés pour des missions dans l'espace interplanétaire. BioSentinel est le premier engin spatial lancé depuis 40 ans à mener une expérience destinée à évaluer la réponse biologique à une exposition au rayonnement spatial au-delà de l'orbite terrestre basse. Le satellite a été lancé dans le cadre du premier vol de la fusée Space Launch System (mission Artemis I) en novembre 2022. Il doit ensuite se placer sur une orbite héliocentrique en restant à 0,78 Unité Astronomique de la Terre (en dehors de la magnétosphère terrestre) pour réaliser sa mission scientifique d'une durée de 18 mois.

## Contexte et objectifs
La communauté spatiale est de plus en plus à l'aise avec le développement et le lancement de très petits satellites, désignés sous le terme de nano-satellites ou de CubeSats. Alors que les premiers CubeSats étaient pratiquement toujours des démonstrateurs technologiques, les missions actuelles portent sur l'observation de la Terre, l'astronomie et la biologie spatiale. Ces missions ambitieuses sont particulièrement ardues avec ce type d'engin spatial du fait des contraintes sévères sur la masse, l'énergie et le volume disponible. Ces difficultés imposent des phases de test et une préparation de la mission poussées, domaine traditionnellement peu poussé dans le cas des CubeSats. L'objectif de la mission est de mesurer le niveau de radiation rencontré au-delà des ceintures de Van Allen pour déterminer les contremesures à adopter par les futures missions avec équipage à destination de la Lune et de la planète Mars. BioSentinel doit utiliser la levure, un champignon mono-cellulaire, pour quantifier les cassures double-brin de l'ADN qui résultent de l'environnement radiatif de l'espace. La levure a été sélectionnée parce qu'elle présentait des similarités avec les cellules des organismes évolués, parce qu'on disposait d'un historique concernant son comportement et parce qu'on été utilisées dans des missions antérieures menées par le centre de recherche Ames. Pour atteindre les objectifs de la mission, le CubeSat devra maintenir en permanence l'orientation des panneaux solaires dirigé vers le Soleil. Mais sa plus forte contrainte sera de maintenir un environnement thermique favorables aux levures qui ne survivent que dans des conditions de températures et de pression bien précises. Le système de régulation thermique devra à la fois prendre en compte le rayonnement solaire et la chaleur dégagée par les équipements, .

## Caractéristiques techniques
BioSentinel est un nano-satellite de format CubeSat 6U c'est-à-dire que ses dimensions, sa masse et plusieurs de ses caractéristiques sont imposées par ce standard. C'est un parallélépipède rectangle de 10 x 20 x 30 cm avant déploiement de ses appendices (panneaux solaires, antennes, ...). Pour remplir sa mission le satellite est stabilisé 3 axes à l'aide d'un système XACT acquis sur étagère auprès de Blue Canyon Technologies comprenant un viseur d'étoiles, des capteurs solaires, une centrale à inertie et trois roues de réaction et qui occupe un volume de 0,5 U. Le CubeSat dispose de 4 panneaux solaires, déployés en orbite qui sont orientables avec un degré de liberté. Ils fournissent environ 64 watts. Le CubeSat utilise pour modifier son orientation et désaturer les roues de réaction d'une propulsion à gaz froid comprenant 7 petits propulseurs. L'impulsion spécifique est de 60 secondes. Les télécommunications sont réalisées à l'aide de l'émetteur récepteur Iris développé par le JPL et déjà embarqué sur d'autre missions. Le CubeSat dispose de deux antennes bas débit fonctionnant en réception, d'une antenne grand gain utilisée en émission et d'une antenne moyen gain. Le débit vers la Terre de cet émetteur, qui fonctionne en bande X, est de x kilobits/s avec une antenne parabolique réceptrice de 34 mètres de diamètre. Le système de gestion bord est pris en charge par un ordinateur embarqué utilisant un microprocesseur LEON3-FT radiodurci.

## Instrument scientifique embarqué
La charge utile de BioSentinel occupe 66 % du volume du CubeSat (4U sur 6U). Les levures sont cultivées dans 96 tubes. Elles sont déshydratées avant le lancement puis réhydratées et maintenues en vie dans l'espace grâce à un système utilisant plusieurs fluides et à des résistances chauffantes. Des mesures optiques réalisées en utilisant pour l'éclairage des LED permettent de déterminer les doubles cassures de brin de l'ADN, la croissance des cellules et le métabolisme. Des dosimètres et un spectromètre LET permettent de mesurer en permanence l'environnement radiatif. 

## Déroulement de la mission
BioSentinel et 9 autres CubeSats constituent la charge utile secondaire de la mission Artemis I lancée en novembre 2022. Celle-ci est embarquée sur le premier vol de la fusée Space Launch System dont l'objectif principal est de tester le vaisseau Orion et le fonctionnement du nouveau lanceur. Les CubeSats sont stockés dans l'adaptateur qui relie le second étage du lanceur avec le vaisseau spatial. Ils sont largués sur une orbite de transfert vers la Lune. Le CubeSat se place ensuite sur une orbite héliocentrique en restant à 0,78 Unité Astronomique de la Terre donc en dehors de la protection de la magnétosphère terrestre. La mission scientifique a une durée prévue de 18 mois.